# Hvide fingre
Hvide fingre er det folkelige navn for en arbejdsskade, der opstår ved brug af vibrerende værktøj (tryklufthammer, motorsav, pladevibrator osv.).
Symptomerne er følelsesløshed og kuldefornemmelse i fingre og hænder. Huden bliver påfaldende hvid, og det tager længere og længere tid at genvinde det standsede blodomløb. Til sidst ophører evnen til at genskabe blodomløb i fingrene, og arbejdsskaden er opstået.
Skaden er kronisk, men kan lindres ved at man undgår det vibrerende værktøj. Problemet er for længst erkendt, og man søger at undgå det ved af "afvibrere" grejet, holde hænderne varme, indbygge længere pauser, skabe arbejdsrotation osv.